# Vejle Fjord
Vejle Fjord er en ca. 22 km lang fjord i Øst- og Sydjylland, der strækker sig fra Vejle til Trelde Næs på sydsiden og Juelsminde på nordsiden, hvor den løber ud i Kattegat.
Landskabet omkring fjorden er karakteriseret ved fjordens dybe indtrængning i landmassen, de skovklædte skrænter og den rolige vandflade. Kystskovene giver landskabet en særlig kvalitet gennem det direkte sammenstød mellem skov og hav. Relieffet i skrænterne ned mod Vejle Fjord stammer i store træk fra morænelandskabets dannelse der er formet af ismassernes bevægelser i sidste istid. Fjorden er på nær de sidste 5 kilometer ind mod Vejle 10-15 m. dyb; det sidste stykke er der flad havbund, og der er etableret en sejlrende. Ved midten af fjorden ligger Sellerup Strand, hvor der er 1.75 km til nærmeste punkt på nordsiden. 
Allerede fra middelalderen har terrænet og åerne omkring byholmen ved Vejle været udsat for reguleringer.
Fjorden krydses lige øst for Vejle af motorvej E45 via Vejlefjordbroen.
Siden 2005 har Vejle Svømmeklub Triton årligt arrangeret åbent vand-begivenheden Vejle Fjordsvøm, hvor der svømmes ca. 1,3 km fra syd- til nordsiden af fjorden, lige øst for Vejlefjordbroen.

## Hvaler i Vejle Fjord
Det er flere gange hændt at hvaler har forvildet sig ind i Vejle Fjord og er strandet:
- D. 31 maj 2016, blev en kaskelothval på 10-15 meter observeret i Vejle Fjord.
- I juni 2010 strandede en finhval i fjorden, hvor den døde efter få dage trods forsøg på redningsaktioner. Dens sidste dage blev fulgt tæt i medierne. Det viste sig senere, at hvalen var mellem 135 og 140 år gammel og dermed den ældste videnskabeligt registrerede hval nogensinde [1].
- I 1923 strandede en finhval i fjorden. Denne hval blev først påsejlet, og herefter jaget og dræbt ud for Bredballe [2].
- I foråret 1905 blev en finhval observeret i Vejle Fjord. Den blev over flere dage jaget af flere hold jægere. [2]